# Lago Rweru
Lago Rweru (en francés: Lac Rweru) es un lago cercano a la punta norte de Burundi, en África central. La costa norte del lago forma parte de la frontera de Burundi con Ruanda, cerca de los límites con Tanzania. 
El lago se extiende sobre una longitud de unos 18 kilómetros en dirección norte-sur y 14,5 km de este a oeste.  